# Caridina hongyanensis
Caridina hongyanensis е вид десетоного от семейство Atyidae.

## Разпространение
Видът е разпространен в Китай (Гуейджоу).